# Jan Eyron
Jan Erik Eyron, född den 4 juni 1934 i Stockholm, död där den 5 juni 2012, var en svensk pianist och dirigent.
Eyron studerade för Greta Erikson och Olof Wibergh vid Musikhögskolan i Stockholm. Han debuterade 1957 som ackompanjatör vid en romanskonsert med Kerstin Meyer och Elisabeth Söderström, som solist 1960 samt som dirigent vid Drottningholmsteatern 1967. 
Eyron är framför allt känd som kammarmusiker och ackompanjatör. Han turnerade över hela världen och spelat in skivor med bland andra Nicolai Gedda, Ingvar Wixell, Birgit Nilsson, Elisabeth Söderström och Kerstin Meyer.
Han invaldes som ledamot nr 897 av Kungliga Musikaliska Akademien 1995. 
Åren 1958—1966 var han gift med operasångerskan Margot Rödin, med vilken han fick sonen Paul Eyron.